# 화부산사
화부산사(花浮山祠)는 대한민국 강원특별자치도 강릉시 율곡로에 있다. 1977년 11월 28일 강원특별자치도 강릉시의 유형문화제 제57호로 지정되었다.

## 개요
신라 김유신(595∼673)장군의 위패를 모신 사당이다.
신라가 삼국을 통일한 후에 변방지역에 말갈족이 자꾸 침입하여 괴롭히자, 명주(지금의 강릉)의 화부산 밑에 장군이 머물면서 적을 퇴치하여 평화를 되찾았다고 한다. 그 후 장군이 세상을 떠나자 백성들이 조선 고종 21년(1884) 화부산의 밑에 사당을 짓고 제사를 지내며 장군을 추모하여 오다가, 1936년 강릉역 확장으로 인하여 지금의 위치로 옮겨졌다.
앞면 3칸·옆면 2칸 규모이며, 지붕 옆면이 사람 인(人)자 모양인 맞배지붕집이다. 경내에는 장군의 생애와 공적이 적힌 ‘순충장열무흥왕화산제기적비(純忠壯烈武興王花山薺紀蹟碑)’가 있다.

## 참고 자료
- 화부산사 - 국가유산청 국가유산포털